# Schweiz damlandslag i handboll
Schweiz damlandslag i handboll representerar Schweiz i handboll på damsidan. Dom kvalificerade sig för första gången till ett mästerskap vid EM 2022, där dom slutade på 14e plats.